# 投敌叛变罪
投敌叛变罪是《中华人民共和国刑法》规定的危害国家安全罪之一，其法定刑为：处三年以上、十年以下有期徒刑，情节严重或者带领武装部队人员、人民警察、民兵投敌叛变的，处十年以上有期徒刑或者无期徒刑。